# Stošíkovice na Louce
Stošíkovice na Louce (in tedesco Tesswitz an der Wiese) è un comune della Repubblica Ceca facente parte del distretto di Znojmo, in Moravia Meridionale.